# 美丽的双眼
《美丽的双眼》（英語：Beautiful Eyes）是美國創作歌手泰勒絲的第2张迷你專輯。迷你专辑于2008年7月15日由大機器唱片在沃尔玛美国商店及在线商城独家发行。这张限量版迷你专辑的主要风格是鄉村流行，并包括来自泰勒絲第一张专辑《泰勒絲》（英語：Taylor Swift）部分歌曲的替代版本和两首她之前写新歌曲：和。迷你专辑还包括一张拥有泰勒絲首张专辑单曲音乐视频的DVD。
《美丽的双眼》在美国公告牌二百强专辑榜最高排名第九，并名列公告牌乡村音乐专辑榜第一，继承了泰勒絲的首张同名专辑的成功。在2008年6月以推广单曲的形式发行。虽然《美丽的双眼》没有被广泛地推广，但标题歌曲依旧得以在部分场馆的演唱会上被泰勒絲演唱。

## 背景
泰勒絲从她2006年发行的首张专辑《泰勒絲》中获得了成功，并于2007年开始创作她的第二张录音室专辑《無懼的愛》。当时，泰勒絲从自己的爱好者处收到了一些电子邮件。这些爱好者请求泰勒絲发行一些新的音乐，并最终推动了泰勒絲发行《美丽的双眼》：“我想这可以让他们度过新专辑秋天发布之前的这段时间。”《美丽的双眼》在风格上倾向于鄉村流行樂及现代音乐。迷你专辑包括泰勒絲首张专辑一些歌曲的新版本：专辑第五支单曲的替代版本、第二支单曲的原音版本、第四支单曲的电台编辑版及推广单曲。迷你专辑还包括泰勒絲于2003年编写的两首原创歌曲——及。迷你专辑的DVD包括泰勒絲首张专辑单曲的音乐视频，和使用泰勒絲18岁生日聚会视频制作的音乐视频。
泰勒絲不希望令人认为《美丽的双眼》是她的第二张录音室专辑，故与美国零售商沃尔玛合作，使迷你专辑在沃尔玛独家发行。迷你专辑只在沃尔玛美国商店及在线商城出售。泰勒絲只允许大機器唱片制造一定量的拷贝，因此迷你专辑还是限量版专辑。泰勒絲说：“我只让我的唱片公司制造很少的这些。我最不希望你们任何一个人想的就是我们发行了太多这些。”

## 排行榜表现
在于2008年8月2日结束的一周，《美丽的双眼》在公告牌二百强专辑榜上首周排行第九，售出45,000份拷贝。迷你专辑在排行榜上出现了20周。同一周，专辑在公告牌乡村音乐专辑榜上首周排行第一，替代泰勒絲自己的首张专辑成为排行榜排名第一的专辑。泰勒絲亦凭借《美丽的双眼》及《泰勒絲》成为1997年黎安·萊姆絲后第一位专辑同时占据公告牌乡村音乐专辑榜第一及第二的歌手。接下来的一周，迷你专辑下滑到第二名。迷你专辑在排行榜上出现了28周。截至2012年8月，迷你专辑在美国共售出了304,000份拷贝。

## 推广
以推广单曲的形式于2008年6月23日发行。泰勒絲基于不希望令人认为《美丽的双眼》是她的第二张录音室专辑的原因，对迷你专辑推广较少，但还是在部分场馆演唱了标题歌曲。泰勒絲最早于2005年1月23日在阿纳海姆阿纳海姆会展中心举办的贸易展览会NAMM Show上表演了《美丽的双眼》。泰勒在表演上身着红色上衣和蓝色牛仔裤，坐在酒吧凳上，使用吉他进行原音表演。泰勒絲于2008年8月5日在Stripped表演上表演了《美丽的双眼》。她身穿单肩黑色裙，使用莱茵石原声吉他与后备乐团一同进行表演。

## 专辑曲目
本專輯的執行製作人：史考特·波切塔
| CD       | CD             | CD                  | CD                  | CD    |
| 曲序     | 曲目           | 词曲                | 制作人              | 时长  |
| -------- | -------------- | ------------------- | ------------------- | ----- |
| 1.       |                | Taylor Swift        | Robert Ellis Orrall | 2:54  |
| 2.       | （替代版本）   | Swift               | Nathan Chapman      | 3:46  |
| 3.       | （原声版本）   | Swift Liz Rose      | Chapman             | 2:59  |
| 4.       | （电台编辑版） | Swift Rose          | Chapman             | 2:53  |
| 5.       |                | Swift Orrall Angelo | Orrall、Angelo      | 3:35  |
| 6.       |                | Swift               | Orrall              | 3:27  |
| 总时长： | 总时长：       | 总时长：            | 总时长：            | 19:25 |

| DVD      | DVD                    | DVD                        | DVD   |
| 曲序     | 曲目                   | 导演                       | 时长  |
| -------- | ---------------------- | -------------------------- | ----- |
| 1.       | （音乐视频）           | Trey Fanjoy、Todd Cassetty | 2:56  |
| 2.       | （音乐视频）           | Fanjoy                     | 3:30  |
| 3.       | （音乐视频）           | Swift                      | 3:37  |
| 4.       | （音乐视频）           | Fanjoy                     | 4:00  |
| 5.       | （流行版）（音乐视频） | Fanjoy                     | 3:45  |
| 6.       | （音乐视频）           | Fanjoy                     | 3:30  |
| 7.       |                        | Cassetty                   | 22:02 |
| 8.       |                        |                            | 14:45 |
| 9.       |                        |                            | 4:01  |
| 总时长： | 总时长：               | 总时长：                   | 59:02 |

## 排行榜
| 排行榜（2008）           | 最高 位置 |
| ------------------------ | --------- |
| 美国公告牌二百强专辑榜   | 9         |
| 美国公告牌乡村音乐专辑榜 | 1         |

| 排行榜（2008）         | 位置 |
| ---------------------- | ---- |
| 美国公告牌二百强专辑榜 | 192  |

### 排行榜前任及继任
| 前任者： 泰勒·斯威夫特《泰勒·斯威夫特》 | 美国公告牌乡村音乐专辑榜排名第一专辑 2008年8月2日 | 繼任者： Sugarland《Love on the Inside》 |